# كارلوس سيمويس
كارلوس سيمويس (بالبرتغالية: Carlos Simões‏) هو لاعب كرة قدم برتغالي في مركز قلب الدفاع، ولد في 28 يوليو 1951 في قلمرية في البرتغال. شارك مع منتخب البرتغال لكرة القدم. أما مع النوادي، فقد لعب مع أكاديميكا كويمبرا ونادي بورتو ونادي بورتيمونينسي.

## وصلات خارجية
- كارلوس سيمويس على موقع قاعدة بيانات كرة القدم.إي يو (الإنجليزية)
- كارلوس سيمويس على موقع ناشيونال فوتبول تيمز (الإنجليزية)
- كارلوس سيمويس على موقع عالم كرة القدم.نت (الإنجليزية)